# Polly Adler
Pour les articles homonymes, voir Adler.
Pearl « Polly » Adler, née le 16 avril 1900 et morte le 9 juin 1962,, est une mère maquerelle et auteure américaine, surtout connue pour son œuvre A House Is Not a Home, qui est adaptée à titre posthume dans un film du même nom. En 2021, l'historienne Debby Applegate, lauréate du Prix Pulitzer, publie un récit complet de la vie et de l'époque d'Adler intitulé Madam: The Biography of Polly Adler, Icon of the Jazz Age chez Doubleday.

## Jeunesse
D'origine juive russe, Pearl Adler est l'aînée des neuf enfants de Gertrude Koval et Morris Adler, un tailleur qui voyage à travers l'Europe pour affaires. Sa première éducation est auprès du rabbin du village,,.
La famille vit à Yanow, une ville de la Russie impériale (aujourd'hui dans l'ouest de la Biélorussie) près de la frontière polonaise, lorsque, avec l'augmentation du nombre de pogroms, ses parents l'envoi, à 13 ans, accompagner un cousin en Amérique. À mi-chemin du voyage, son cousin décide de faire demi-tour à la première occasion, laissant Adler seule.
La Première Guerre mondiale retarde l'immigration du reste de sa famille jusqu'après la fin de la guerre. La guerre l’empêche également de recevoir l’allocation mensuelle envoyée par son père. Elle vit pendant un certain temps avec des amis de la famille à Springfield, dans le Massachusetts, où elle fait le ménage et va à l'école et, à 14 ans, commence à travailler dans l'usine de papier locale ; l'année suivante, elle s'installe à Brooklyn, vivant pendant un certain temps chez des cousins. Adler travaille comme couturière et dans des usines de vêtements et fréquente sporadiquement l'école. À l’âge de 17 ans, alors qu’elle travaille dans une usine de corsets pour 5 dollars par semaine, elle est violée par son contremaître et tombe enceinte. Elle trouve un médecin qui facture 150 dollars pour pratiquer des avortements. Le médecin a pitié lorsqu'elle a dit qu'elle n'a que 35 dollars et accepte seulement 25 dollars, lui disant de « prendre le reste et d'acheter des chaussures et des bas ». Ostracisée par ses cousins, elle déménage à Manhattan et continue à travailler dans une usine.
À 19 ans, elle commence à apprécier la compagnie des gens de théâtre à Manhattan et devient la colocataire d'une actrice et showgirl sur Riverside Drive à New York. La rue est connue dans l'argot yiddish de la ville sous le nom de « Allrightnik's Row », suggérant que ses habitants ont « réussi ». Ses nouveaux amis sont impliqués dans le vaudeville, les revues de Broadway, Tin Pan Alley, le burlesque et les dessous encore plus sordides du show business. Ils donnent à Pearl le surnom de « Polly ».
Dans cet appartement même, en 1920, elle est présentée à Nicolas Montana, dont l'activité consiste à recruter des femmes pour travailler dans des maisons closes. Montana installe Adler dans un appartement meublé de deux pièces en face de l'Université Columbia, où elle commence rapidement à recruter des prostituées pour Montana et ses amis, gagnant 100 $ par semaine,. Un soir, Adler est  arrêtée et accusée de proxénétisme, mais l'affaire est classée sans suite faute de preuves. Après une brève tentative de diriger une boutique de lingerie, elle revient à son ancien rôle dans l'industrie du sexe, déterminée à y parvenir. Cette fois, elle tient à se lier d'amitié avec la police, glissant un billet de 100 $ dans la paume d'un policier chaque fois qu'elle lui serre la main.

## Propriétaire de bordel
Au fur et à mesure que l'entreprise d'Adler se développe, elle investit dans une série d'améliorations, en déménageant dans des logements plus grands et en modernisant les intérieurs si nécessaire.
L'un des bâtiments dans lesquels elle exerce son métier est The Majestic, au 215 West 75th Street, conçu par les architectes Schwartz et Gross et achevé en 1931. Il comprend un bar conçu pour ressembler au tombeau de Toutânkhamon récemment fouillé, une salle chinoise où les visiteurs peuvent jouer au mah-jong et à une tapisserie des Gobelins ainsi que des escaliers cachés et des portes secrètes,.
Les clients de son bordel comprend Peter Arno, Harold Ross, Desi Arnaz, George S. Kaufman, qui a un compte et pait les services rendus à la fin de chaque mois,, Robert Benchley, Donald Ogden Stewart, Dorothy Parker, qui discute avec Adler pendant que ses amis masculins participent aux services,, Milton Berle, John Garfield, le maire de New York Jimmy Walker, le chroniqueur de potins Walter Winchell et le gangster Dutch Schultz.
Il y a des spéculations selon lesquelles le juge de la Cour suprême de l'État de New York, Joseph Force Crater (en), disparu le 6 août 1930, serait mort dans le bordel d'Adler,.
Adler est une femme d’affaires avisée et dotée d’un esprit marketing. Elle détermine que gagner de la publicité sera à son avantage, et elle cultive sa couverture médiatique en s'habillant de façon flamboyante, en faisant de grandes apparitions dans les boîtes de nuit et en attirant l'attention sur ses belles employées. Elle verse également d’importants pots-de-vin aux responsables de la ville et aux forces de l’ordre pour que son entreprise reste ouverte. Les bordels d'Adler se distinguent par la boisson des meilleurs contrebandiers, la nourriture de ses propres cuisiniers privés, une bonne hygiène et des filles bien sélectionnées, pour la plupart de la classe ouvrière. Il est rapporté qu'au début de la Grande Dépression, Adler est capable de refuser jusqu'à 40 jeunes femmes pour chaque jeune femme qu'elle embauche.
Au début des années 1930, Adler est une témoin vedette des enquêtes de la Commission Seabury et passe quelques mois caché en Floride pour éviter de témoigner. Elle refuse de donner le nom de membre de la mafia lorsqu'elle est appréhendée par la police.
Adler prend sa retraite en 1945, puis fréquente le lycée et obtient un diplôme d'associée au Los Angeles City College. En 1953, elle publie un mémoire à succès, écrit par Virginia Faulkner (en). A House Is Not a Home est publié par Rinehart and Co. et se vend à deux millions d'exemplaires en couverture rigide et en livre de poche grand public. Sa notoriété l'amène à figurer dans le registre des célébrités de Cleveland Amory (en) en 1959. Elle décède d'un cancer du poumon à Los Angeles en 1962. A House Is Not a Home est adapté au cinéma deux ans plus tard, avec Shelley Winters dans le rôle d'Adler.

## Procès

### Printemps 1935
À l'époque où Fiorello La Guardia est maire, Polly Adler et trois de ses filles sont traduites en justice. Elle plaide coupable et est ensuite condamnée à 30 jours de prison (elle en purge 24, nettoyant les sols de la prison en mai et juin 1935) et à payer une amende supplémentaire de 500 $.
« Un plaidoyer de culpabilité est enregistré hier pour Polly Adler lors des sessions spéciales pour possession d'une 'machine à cinéma avec des images répréhensibles' dans son appartement de la Cinquante-Cinquième Rue Est lors de la perquisition de la police le 5 mars dernier. ».
« Un autre plaidoyer de culpabilité inattendu pour avoir entretenu un appartement répréhensible au 30 East Fifty-Fifth Street bloque hier lors de sessions extraordinaires le procès de Polly Adler à ce sujet et une autre accusation selon laquelle elle aurait gardé un 'film cinématographique obscène' dans la suite en mars dernier lors d'une perquisition. »

### Janvier 1943
Selon le New York Times en janvier 1943 : « Polly Adler se trouve dans le quartier pénitentiaire de l'hôpital Bellevue, a-t-on appris hier, en attente d'une audience pour la dix-septième fois pour entretien d'une maison de prostitution ». Quelques jours plus tard, l'accusation de détention et d'entretien d'une maison close est rejetée par le magistrat Thomas H. Cullen après avoir statué que la police n'a pas réussi à établir un dossier.

## Représentations télévisées et cinématographiques
Shelley Winters dépeint Adler dans la version cinématographique de 1964 du livre d'Adler. Le téléfilm Perry Mason de 1989, Meurtre à Broadway, tourne autour d'une fausse comédie musicale basée sur Adler. Adler est interprété par l'actrice Gisèle Rousseau dans le film de 1994 Mrs Parker et le Cercle vicieux.

## Décès
Adler décède d'un cancer à l'hôpital Cedars of Lebanon de Los Angeles, en Californie. Elle est enterrée dans la section Maimonide du Mt. Sinai Memorial Park à Los Angeles.
À 62 ans, elle laisse derrière elle sa mère et ses 6 frères, ainsi que les rumeurs d'une suite inachevée à son livre.

## Autobiographie

### Éditions
- (en) Polly Adler, A house is not a home, New York, Toronto, Rinehart & Co. Inc., 1953 (LCCN 52012105, lire en ligne).
- (en) Polly Adler et Rachel Rubin, A House Is Not a Home, Univ. of Massachusetts Press, 2006 (ISBN 978-1-55849-559-3, LCCN 2006018584, lire en ligne ).

### Traductions
- (it) Polly Adler, Case chiuse, Milan, A. Mondadori, 1964.
- (de) Polly Adler, Madam P. und ihre Mädchen, Munich, Lichtenberg Verlag, 1965.

## Lectures complémentaires
- (en) Debby Applegate, Madam: The Biography of Polly Adler, Icon of the Jazz Age, New York, Knopf Doubleday, 2021 (ISBN 978-0385534758).